# Савиця (Бохінь)
Савиця (словен. Savica) — поселення в общині Бохінь, Горенський регіон, Словенія. Висота над рівнем моря: 513,7 м.